# Miristilacija
Miristilacija je nepovratna, kotranslaciona (tokom translacije) proteinska modifikacija koja se javlja kod kod životinja, biljki, gljiva, protozoa i virusa. U ovoj proteinskoj modifikaciji, miristinska grupa (izvedena iz miristinske kiseline) se kovalentno vezuje putem amidne veze za alfa-amino grupu N-terminusne aminokiseline nascentnog polipeptida. Do toga najčešće dolazi na glicinskom ostatku, mada je moguće i na drugim aminokiselinama. Ovu modifikaciju katalizuje enzim N-miristiltransferaza (NMT). Miristoilacija se takože javlja posttranslaciono, na primer kad prethodno unutrašnji ostatak glicina postane izložen kaspaznim presecanjem tokom apoptoze.

## Literatura
- Podell S and Gribskov M. (2004) "Predicting N-terminal myristoylation sites in plant proteins", BMC Genomics, 5, 37.
- Zha J, Weiler S, Oh KJ, Wei MC, Korsmeyer SJ (2000) "Posttranslational N-myristoylation of BID as a molecular switch for targeting mitochondria and apoptosis", Science 290, 1761-1765.